# Kościół Chrystusa Króla w Borównie
Kościół Chrystusa Króla – rzymskokatolicki kościół filialny parafii Najświętszego Serca Pana Jezusa w Czarnym Borze mieszczący się w Borównie w dekanacie Kamienna Góra Wschód w diecezji legnickiej i zbudowany w 1939 roku.

## Historia
Kościół filialny pw. Chrystusa Króla jest budowlą jednonawową, zbudowaną z kamienia łamanego i założona na rzucie prostokąta z wejściem w narożnym podcieniu. Kościół nakryty został dwuspadowym dachem z ośmioboczną sygnaturką zwieńczoną ostrosłupowym hełmem, na ścianie frontowej stylizowane okno rozetowe. We wnętrzu wystrój i wyposażenie z okresu budowy kościoła z witrażami.